# Reverter I
Reverter I fue vizconde nominal de Barcelona desde aproximadamente el 1126 hasta el 1133, efectivo del 1133 al 1135, y ausente del 1135 al 1142.
Se afirma que, todavía en vida de su padre el vizconde Guislaberto II de Barcelona (al que sucedió nominalmente el 1126), fue hecho prisionero por el emir almorávide Alí ibn Yúsuf, que reconoció sus cualidades excepcionales y lo hizo jefe de su ejército cristiano. No se sabe si realmente fue así, pero sí que Reverter fue jefe del ejército cristiano del emir almorávide que combatió a los almohades. Los soldados de este ejército tenían derecho a poseer iglesias y su jefe tenía fama de invencible. El nombre originario de Reverter se desconoce, pero al regresar a Barcelona se le conoció como Reverter, es decir, el regresado. Su señor era el conde de Barcelona, Ramón Berenguer IV.
El 1133 fue a Barcelona a reclamar su título de vizconde, que le fue reconocido. Volvió a Marruecos el 1135 y dejó la regencia a su sobrino Guillermo I de Saguàrdia, hombre de poca cordura y juicio (según Reverter) que fue desbancado por Berenguer Ramon de Castellet (1137). Desde Marruecos, Reverter trató en vano de que su sobrino conservase el vizcondado de Barcelona.
Reverter murió heroicamente el 1144 en lucha contra los almohades, que se vengaron de las derrotas que les había infligido crucificando su cadáver, y que acabaron destruyendo el imperio de los almorávides al arrebatarles Marrakech en 1147.
Reverter dejó dos hijos: 
- Berenguer, conocido como Berenguer Reverter, su sucesor como vizconde de Barcelona.
- Alí ibn Reverter, que fue un mercenario catalán al servicio de los musulmanes.

| Predecesor Guislaberto II de Barcelona | Vizconde de Barcelona 1126-1142 | Sucesor Berenguer Reverter |